# Радегунда Французская
Радегунда Французская или Радегунда Валуа (август 1428 — 19 марта 1445) — старшая дочь Карла VII, короля Франции, и его жены Марии Анжуйской. Невеста эрцгерцога Австрии Сигизмунда.

## Биография
Она родилась в Шиноне в августе 1428 года, что указано в акте генерального казначея королевы от 29 августа того же года, в котором говорится о королевских «родах, которые недавно приняла мадам Аррагонда в городе Шинон».
Юная принцесса, старшая дочь короля, была наречена в честь святой Радегунды, которую её отец особенно почитал. По словам Кристиана де Мериндола, выбор этого имени был сделан по политическими, историческими и религиозными причинами:
«Имя Радегунда было символично по нескольким причинам: символ города Пуатье; место заседания второго парламента и следовательно сопротивления в Париже в руках англичан и бургундцев; символ законности, потому что святая была женой Хлотаря I; и, наконец, святая, которая могла привлечь небесные благодати, столь необходимые молодому королю».

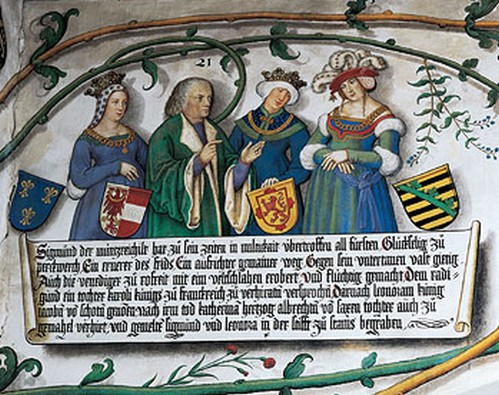
Радегунда со своим женихом Сигизмундом и его жёнами, Элеонорой Шотландской и Екатериной Саксонской.

Она — единственная принцесса королевской крови, которая носила это имя в доме Капетингов.
22 апреля 1430 года её отец пообещал её в жёны Сигизмунду, сыну эрцгерцога Фридриха Австрийского, графа Тироля.
Она заболела в 1445 году в Туре, и, возможно, страдала от плеврита, которым заболела после пешего возвращения из паломничества в базилику Нотр-Дам-де-Эпин.
Она умерла 19 марта в возрасте 16 лет и была похоронена в соборе Сен-Гатьен в Туре.
Её несостоявшийся жених в 1449 году женился на Элеоноре Шотландской, дочери короля Шотландии Якова I и Джоан Бофорт.